# Димитровский (Оренбургская область)
Димитровский — посёлок в Илекском районе Оренбургской области, административный центр Димитровского сельсовета.

## География
Расположен в 90 км к юго-востоку от Оренбурга на левом берегу реки Чёрной.

## Климат
Климат резко континентальный. Лето жаркое, знойное с недостаточным увлажнением с частыми и сильными суховеями. Зима холодная с морозами и частыми метелями. В этот период наблюдаются оттепели. Устойчивое залегание снежного покрова 130—140 дней с 25 ноября по 7 апреля. Средняя высота снежного покрова — около 20 см. Среднемесячная температура воздуха в июле составляет около +22 °C , в январе −14 °C. Разница между максимальной (+42 °C) и минимальной (-43 °C) температурой в году достигала 85 °C. Продолжительность безморозного периода 140 дней в году. Последние заморозки в первой-начале второй декады мая. Среднегодовая сумма осадков колеблется от 273 до 363 мм, за теплый период (апрель-октябрь) выпадает 177—215 мм, в том числе за май-июнь — 66-75 мм.

## История
Димитровский был заселён значительно позднее окружающих сёл. До этого на территории были поселения казахов, вольных поселенцев. Потом появился хутор Дьяконов: десять домов, ветряная мельница и фруктовый сад на левобережье.
В 1929 году организован мясосовхоз «Гигант», под него были выделены большие площади для животноводства и земледелия. Вокруг хутора разросся посёлок. В 1935 году совхозу было присвоено имя болгарского революционера Георгия Димитрова.
В Великую Отечественную войну на фронт ушли 350 человек и не возвратились 224.
В 1966 г. Указом Президиума ВС РСФСР посёлок центральной усадьбы совхоза имени Димитрова переименован в Димитровский.

## Население
| 2010 |
| ---- |
| 1128 |

## Известные уроженцы
Андрей Анатольевич Шевченко — сенатор, член Совета Федерации Федерального Собрания Российской Федерации с сентября 2016 года.
Струков, Константин Иванович — крупный российский промышленник и предприниматель, политический деятель. Президент ПАО «Южуралзолото Группа компаний» (ЮГК). Вице-спикер Законодательного Собрания Челябинской области с 2016 года.

## Инфраструктура
В селе действуют почтовое отделение, участковая больница, средняя школа, дом культуры, библиотека, магазины, телевизионный ретранслятор.
В 2002 году ОПХ (опытно-производственное хозяйство) им. Димитрова получило статус племенного завода.

## Транспорт
Доступен автотранспортом. Остановка общественного транспорта «Димитровский».